# 荻町 (岐阜縣)
荻町（日语：／ Ogimachi */?）是日本岐阜縣大野郡白川村的一個大字，日本世界遺產白川鄉與五箇山的合掌構造村落構成部分之一的「白川村荻町」的所在地，重要傳統的建造物群保存地區以及岐阜縣自然環境保全地域之一，面積約31平方公里，2015年時的人口是595人。另外，荻町也是東海美之里百選、美麗日本村落景觀百選以及美麗日本—至少要去一次的日本觀光遺產之一。根據《斐太後風土記》記載，荻町的名稱源於該處最初長有荻，開墾作農田後在田地之間建路（間道），而根據《和訓栞》記載，間道又稱作町，因此得名荻町。

## 地理

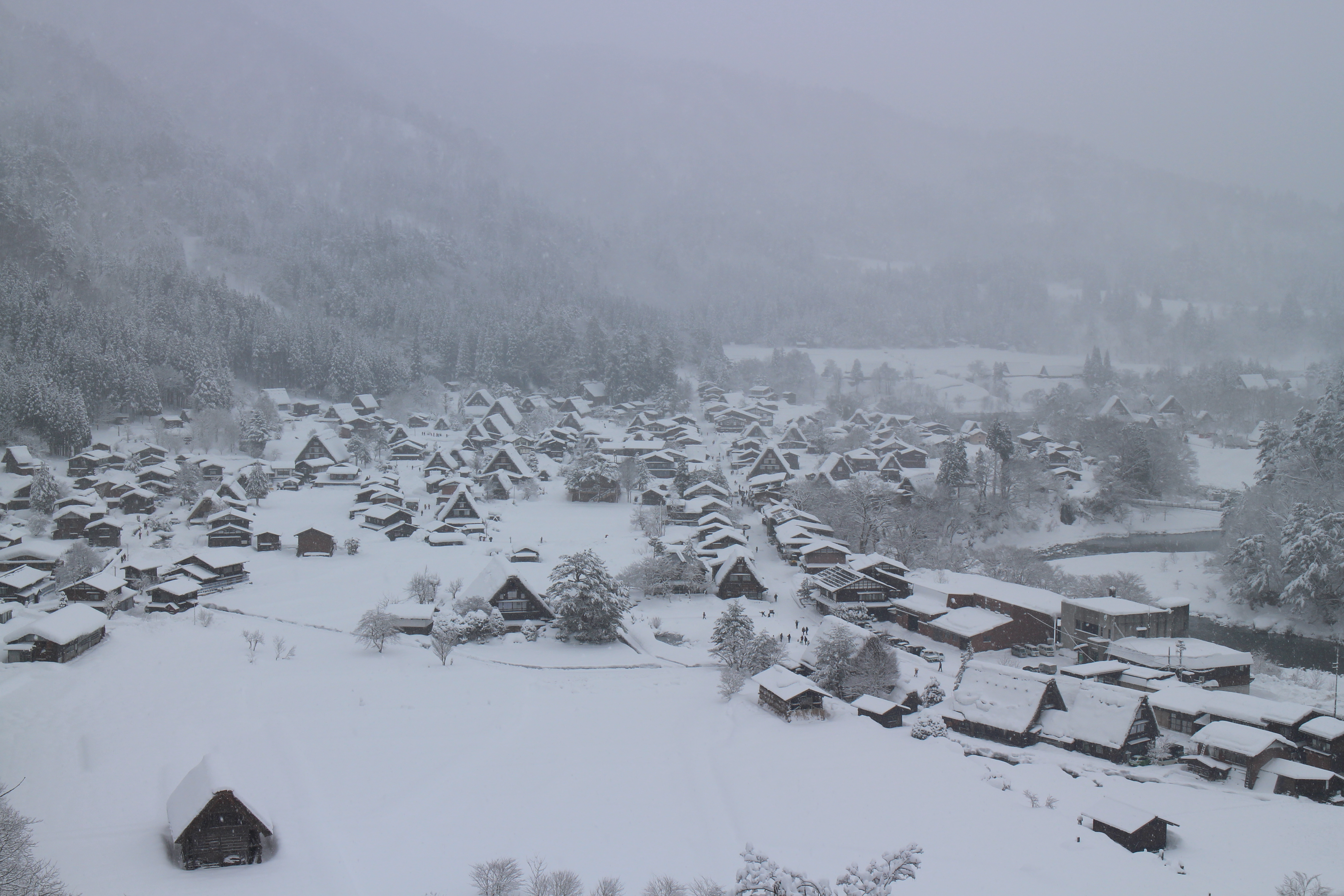
冬天的荻町

荻町位於白川村的東部，中心部分位於庄川東面的南北長約1500米，東西最大寬度達350米的眉月形河階，從北面流往東面的牛首川沿岸也有民居，庄川對岸的河階另有一飛地，平均相對高度約500米左右，地勢平坦，靠山的東面則略高一些。荻町的東面是猿馬場山和歸雲山的山脈，隔着天生峠是飛驒市河合町天生，民居集中於庄川和山脈之間的平地，東南面是飛驒市河合町保，南面是木谷，西南面是大牧，西面是大窪和鳩谷，西北面是島，北面是牛首，東北面是富山縣南砺市利賀村水無。此外，荻町與鳩谷、飯島被稱為大鄉地區，根據《斐太後風土記》記載，這是因為三地相對地平地較多，能夠種植稻米，相當於白川鄉的中心而得名，而荻町的小字上反保、中反保、西通（西通り）、山越、沖田、岩崎、木戶口、Shiuto尻或Shūto尻（或）、木山、下Goso（下ゴソ）、小呂上田通（小呂上田通り）、小呂下川原、中屋、上町和寺田則是重要傳統的建造物群保存地區的指定範圍:2639。氣候方面，荻町夏天涼爽，冬天大雪，而合掌造的硬山頂式屋頂均朝同一方向，減輕風阻的同時，照射於屋頂的陽光也有助於調整室溫，有冬暖夏涼的效果。
| 上反保、中反保、西通（西通り）、山越、沖田、岩崎、木戶口、Shiu谷（シウ谷）、大沼、大平、空小番戶、丸畑、中之巾（中ノ巾）、小呂上田通（小呂上田通り）、上町、寺田、南畑山、稗畠（稗畠ケ）、水谷山、Kagoba山（カゴバ山）、三谷山、戶野山（戸ケ野山）、Sobu谷（ソブ谷）、釿谷、倉谷、水上谷、野島（野ケ島）、下澤山、Shiuto尻或Shūto尻（或）、戶野（戸ケ野）、Nurezore（ヌレゾレ）、木山、下Goso（下ゴソ）、上長、上長山、下目洞、小呂下川原、家之平（家ノ平）、小呂山、Ashi谷（アシ谷）、中屋、次洞（次ケ洞）、上町山、上町之上（上町ノ上）、松尾、乳母懷、宮谷、一之瀨（一ノ瀬）、木瀧、Iwadaka（イワダカ）、一疋洞、小谷山、丸島山、大瀨戶、保谷、Sōre山（ソウレ山）、田形 |

## 歷史

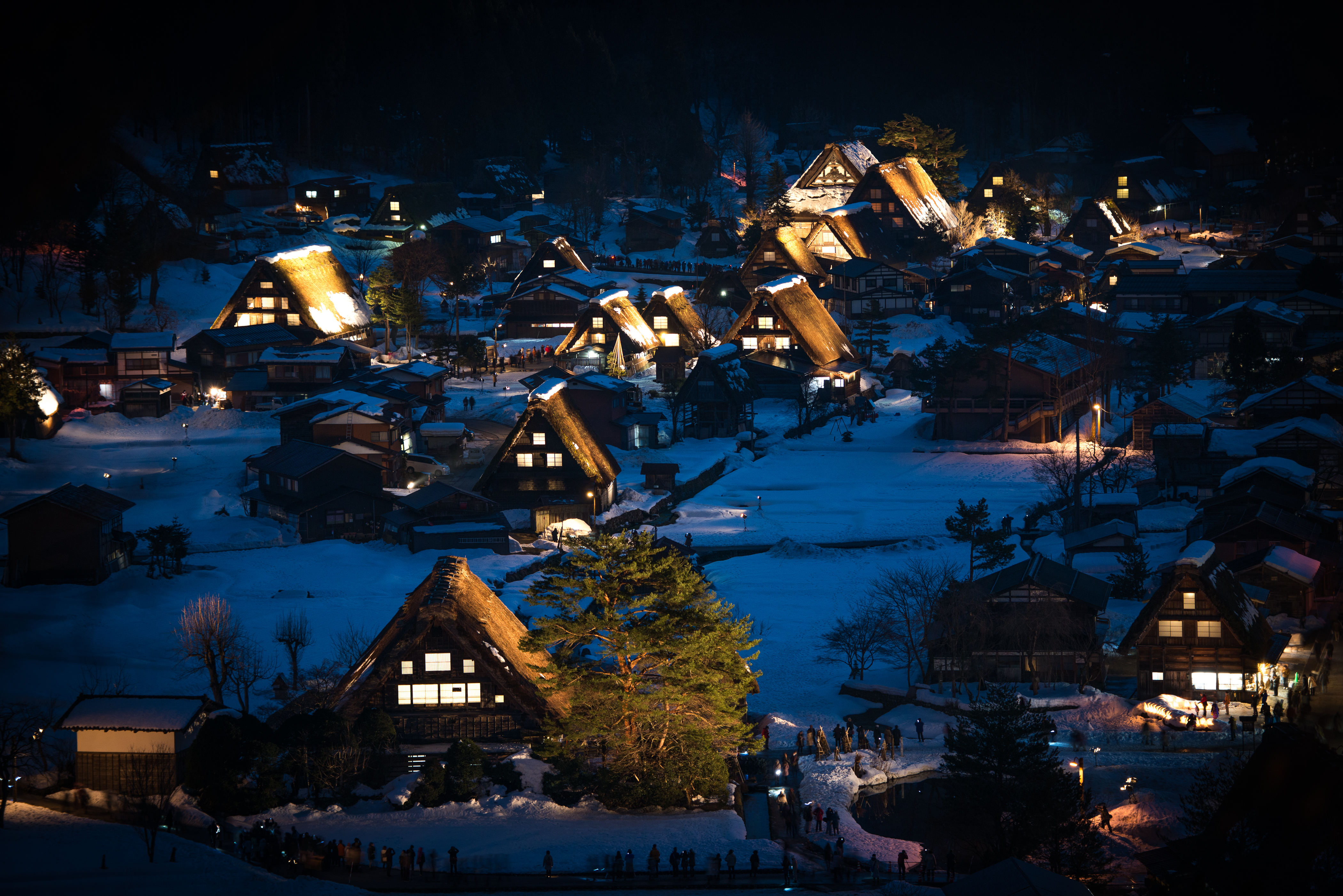
荻町夜景

荻町的名稱見於本願寺實如在明應3年（1494年）下賜，由蓮光寺藏的方便法身尊像的背面。慶長18年（1613年）飛驒國鄉帳中，荻町的村名以山上組（山かミくミ）的名義見於白川之鄉的部分，當時的石高約186石，元祿檢地反步帳中則是約131石，水田佔7町7反（約0.08平方公里），旱田是10町6反（約0.11平方公里）。元祿5年7月28日（1692年9月8日），原本領有飛驒國的飛驒高山藩主金森賴旹移封至出羽上山後，荻町所在的飛驒國變成幕府領，設有飛驒郡代。元祿10年（1697年），荻町村的一部分變成高山別院照蓮寺的除地，為了與幕府領作出區別，俗稱寺領荻町，根據《飛驒國中案內》記載，幕府領佔約86石，寺領荻町則是約42石，荻町村總共有52戶，幕府領是寺一戶、百姓21戶、門屋8戶以及家抱3戶，其中寺是指淨土真宗本願寺派的本覺寺，照蓮寺領則是百姓11戶、門屋3戶以及家抱5戶。寬政元年（1879年），幕府領荻町的水田約有40石，旱田約92石，燒畑約兩石，寺領荻町則是反別田約4町6反，旱田約20町6反，燒畑約兩町5反，以及口留番所一處。天保14年（1843年），當時荻町的居民有從事養蠶和捕捉香魚等工作，冬天則製作硝石。享保19年（1734年），原本在牛首的口留番所移至外野（戶野），大坪半右衛門奉命駐守，該番所則稱作牛首口御番所。寬政2年（1790年），荻町組頭彌右衛門獲任命為牛首口御番所定番人，兩人獲准扶持和苗字帶刀，並且代代擔任該職務，口留番所雖然在寬政7年（1795年）毀於火災，但是直到明治5年（1872年）才完全廢除。此口留番所的貨物進出數量不多，以嘉永元年（1848年）2月至10月為例，僅有對煙葉80斤、米6斗3升、木綿島95反、澀紙30張、飴3貫、蠶種60張以及菓子4貫，課稅33錢4分2厘的口役銀。文化15年（1818年），根據高山別院照蓮寺藏的宗門改帳記載，荻町有24戶，總共190人，而根據《斐太後風土記》記載，荻町有支村於呂（小呂）和栂野（戶野），幕府領約137石，文政年間（1818年至1830年）開拓的新田栂野則是約23石，另有燒畑兩町5反以及享保12年時增至石高內的燒畑5町，總共有55戶，約390人，寺領荻町則是約16石，總共有25戶，約200人。根據《舊高舊領取調帳》記載，荻町村是高山郡代（飛驒郡代）、照蓮寺、本覺寺和八幡宮的領地，分別是約177石、約42石、約1石和約0.7石。
大政奉還後，荻町所在的飛驒國劃入笠松縣，其後在慶應4年5月23日（1868年7月12日）獨立成飛驒縣，同年6月2日（7月21日）改稱高山縣，及後於明治4年11月20日（1871年12月31日）合併至摩縣。1875年2月1日，荻町村併入白川村，作為大字的荻町成立。翌年8月21日，筑摩縣的飛驒國部分劃入岐阜縣。1976年2月3日，荻町獲岐阜縣指定為自然環境保全地域，總面積達300.45公頃，同年9月4日，荻町的一部分以「白川村荻町」的名義獲指定為重要傳統的建造物群保存地區，佔地約45.6公頃，總共有128項傳統建築物位於指定範圍內，其中有59項是合掌造民居。1995年12月9日，「白川村荻町」作為白川鄉與五箇山的合掌構造村落的一部分獲登錄成為世界文化遺產。

## 產業與交通
荻町的庄屋役和番所的定番役人由和田家擔任，嘉永6年（1853年）兼任山見重役。自元祿年間起，以和田家為中心，荻町一帶開始生產硝石，並且出貨至京都、大坂和尾張國，文化年間開始作為御用硝石，每年運送五百至六百貫至大坂城，另一方面也借錢、米和鹽等物資給村民，村民則以絲綢和硝石等來還債。根據2015年的國勢調查統計，荻町有388人從事各種工作，其中143人從事住宿業，61人從事批發業，52人從事建造業。交通方面，荻町有東海北陸自動車道、國道156號和國道360號等公路，公共交通方面則由濃飛巴士、岐阜巴士、海豚交通、北鐵巴士、富山地方鐵道以及加越能巴士經營的巴士路線。

## 文化財
| 名稱                     | 名義                                 | 指定日期       | 指定類型                   | 參考資料      |
| ------------------------ | ------------------------------------ | -------------- | -------------------------- | ------------- |
| 明善寺本堂               | 明善寺本堂                           | 1967年8月11日  | 白川村指定文化財           | [ 33 ]        |
| 明善寺庫裏               | 明善寺庫裏                           | 1968年5月6日   | 岐阜縣指定文化財           | [ 33 ]        |
| 明善寺鐘樓門             |                                      | 1968年5月6日   | 岐阜縣指定文化財           | [ 33 ]        |
| 和田家板藏和稻木稲木小屋 | 和田家板藏和稻木稲木小屋             | 1970年1月11日  | 岐阜縣指定文化財           | [ 33 ]        |
| 舊寺口家住宅             | 舊寺口家住宅                         | 1970年12月9日  | 白川村指定文化財           | [ 33 ]        |
| 白川八幡神社的杉樹       |                                      | 1970年12月9日  | 白川村指定文化財           | [ 33 ]        |
| 合掌造民家園             | 民家合掌造主家4棟附屬家屋5棟         | 1971年12月14日 | 岐阜縣指定文化財           | [ 33 ]        |
| 太田櫻                   | 太田櫻                               | 1972年7月12日  | 岐阜縣指定文化財           | [ 33 ]        |
| 明善寺的一位             | 明善寺的一位                         | 1974年11月13日 | 岐阜縣指定文化財           | [ 33 ]        |
| 白川村荻町               | 白川村荻町                           | 1976年9月4日   | 重要傳統的建造物群保存地區 | [ 22 ]        |
| 白川村荻町               | 白川鄉與五箇山的合掌構造村落         | 1995年12月9日  | 世界文化遺產               | [ 24 ] [ 25 ] |
| 主屋                     | 和田家住宅（岐阜縣大野郡白川村荻町） | 1995年12月26日 | 重要文化財                 | [ 34 ]        |
| 土藏                     | 和田家住宅（岐阜縣大野郡白川村荻町） | 1995年12月26日 | 重要文化財                 | [ 35 ]        |
| 廁所                     | 和田家住宅（岐阜縣大野郡白川村荻町） | 1995年12月26日 | 重要文化財                 | [ 36 ]        |
| 本覺寺的太田櫻           | 本覺寺的太田櫻                       | 2003年5月23日  | 白川村指定文化財           | [ 33 ]        |
| 荻町城跡                 |                                      | 2003年5月23日  | 白川村指定文化財           | [ 33 ]        |
| 白川村的春駒             | 白川村的春駒                         | 2007年7月29日  | 岐阜縣指定文化財           | [ 33 ]        |

## 外部連結
- （页面存档备份，存于）
- （页面存档备份，存于）
- （页面存档备份，存于）